# Hans Jürgen Wenzel
Hans Jürgen Wenzel (* 4. März 1939 in Weißwasser; † 8. August 2009 in Halle (Saale)) war ein deutscher Komponist und Dirigent. Er war Vorsitzender des Verbandes der Komponisten und Musikwissenschaftler der DDR und Professor für Komposition an der Hochschule für Musik Carl Maria von Weber Dresden.

## Leben
Wenzel erhielt zunächst eine Violinausbildung an der Universität Rostock. Von 1957 bis 1962 studierte er Dirigieren und Komposition bei Ruth Zechlin an der Hochschule für Musik „Hanns Eisler“ Berlin.
Von 1962 bis 1965 war er Ballettkapellmeister und Korrepetitor am Landestheater Halle. Im Jahr 1965 wurde Wenzel Musikalischer Leiter am Theater der jungen Garde. 1969 wechselte er wieder als Dirigent und Komponist an das Landestheater. 1976 gründete er die Komponistenklasse Halle. Die Klassen bestehen auch heute noch in Halle, Dresden, Magdeburg und Zeitz. Kinder und Jugendliche werden dort im kreativen, kompositorischen Umgang mit Noten begleitet und erarbeiten gemeinsam mit Musikern ihre ersten eigenen Stücke.
Von 1978 bis 1988 war er Dirigent der Halleschen Philharmonie. Ab 1988 arbeitete Hans Jürgen Wenzel freischaffend als Komponist und Dirigent in Berlin und Halle, sein besonderes Engagement galt der Neuen Musik. Er war Gründer und Leiter von Spezialensembles für Neue Musik, z. B. dem Ensemble Konfrontation (Halle), dem Ensemble Phorminx (Darmstadt) und dem Ensemble United Berlin. 
Wenzel war 1989 Vizepräsident des Verbandes der Komponisten und Musikwissenschaftler der DDR (VKM) und von 1989 bis 1990 dessen Präsident. Von 1990 bis 1993 führte er als Nachfolger von Wolfgang Lesser den Verband Deutscher Komponisten (VDK).
Seit dem Jahr 2000 war er Honorarprofessor an der Hochschule für Musik Carl Maria von Weber Dresden, zudem war er im In- und Ausland als Dozent für Komposition tätig. Zu seinen Schülern gehörten Annette Schlünz, Uwe Krause, Karsten Gundermann, Michael Flade und Alexander Keuk.

## Auszeichnungen und Mitgliedschaften
- 1968 Kunstpreis der Stadt Halle
- 1974 Verdienstmedaille der DDR
- 1974 Artur-Becker-Medaille
- 1975 Händelpreis des Bezirkes Halle
- 1978 Kunstpreis des FDGB
- 1979 Vaterländischer Verdienstorden
- 1984 Kunstpreis der DDR
- 1986 Ehrennadel der DSF in Silber
- 1986 Mitglied der Akademie der Künste der DDR

## Werke

### Bühnenwerke
- Fridolin, Ballett (Libretto H. Haas), 1965
- Geschichte vom alten Adam, Oper (Text I. Rähmer nach Erwin Strittmatter), 1972/73
- Händel-Pasticcio für 2 Schauspieler, Mezzo, Tonband, Chor und Orchester, 1984–86

### Vokalwerke
- Schwarze Asche, weiße Vögel, Solokantate für Bariton und Streichorchester, 1966/67
- DENKMALSTANDORT, Kammeroratorium zu Prometheus 1982 für Sprecher, Mezzo, Bass, Kinderstimme, Kammerchor und Instrumente, Texte verschiedener Dichter, 1981/82

### Orchester- und Konzertwerke
- Konzert für Flöte und Orchester, 1966
- Concerto grosso, 1968
- Konzert für Cello und Orchester, 1968/69
- Trassensinfonie, 1970
- Concerto für großes Orchester, 1974
  - I. Tardo
  - II. Pressante
  - III. Teneramente
- Konzert für Violine, Streichorchester, Cembalo und Schlagzeug, 1974
- Bauhausmusik für Orchester, 1977/78
- Konzert für Orgel und großes Orchester, 1979/80
- Trauer und Feuer II für Kammerorchester, 1984/85
- Sinfonie für großes Orchester Trauer und Feuer III, 1985
- Sinfonietta für Orchester, 1985–86

### Kammermusik
- 1. Streichquartett, 1960
- 2. Streichquartett, 1968
- 3. Streichquartett, 1970
- Dilishanade, Septett, 1975
- 12 Ausstellungsmusiken, 1977–86, darunter die Schult-Musik (1980), die Eröffnungsmusik (1978) und das Trio (1980) für Otto Möhwald
- 4. Streichquartett, 1977/81
- Approximation, für Flöte, Klarinette, Trompete, 2 Celli und 2 Schlagzeuger, 1980
- Metallophonie I, Ausstellungsmusik für Metallarbeiten unterschiedlicher Formen, Material und Klangmöglichkeiten sowie 3 Flöten, Trompete, Viola und Cello, 1981
- Double musik I und II, 1983/84 (Gemeinschaftskomposition mit Friedrich Schenker)
- Zweite Bauhausmusik für sechs Blasinstrumente, 1986
- Inversion, Gruppenmusik für 8 Spieler, 1988

### Filmmusik
- 1971: Zeit der Störche
- 1973: Das zweite Leben des Friedrich Wilhelm Georg Platow
- 1977: Unterwegs nach Atlantis
- 1979: Einfach Blumen aufs Dach
- 1984: Romeo und Julia auf dem Dorfe
- 1986: Der Traum vom Elch
- 1987: Kindheit